# ミャンマー国軍士官学校
ミャンマー国軍士官学校（ビルマ語: စစ်‌တက္ကသိုလ်、発音 [sɪʔ tɛʔkəθò]、英語: Defence Services Academy、略称: DSA）は、ピン・ウー・ルウィンに位置するミャンマーで最も名門の士官学校であり、ミャンマー国軍の陸海空三軍すべてにおける未来の将校を教育訓練する。国防省が運営する国軍士官学校では、リベラル・アーツ、総合物理科学、計算機科学（コンピュータ・サイエンス）の学士号プログラムを提供している。当校は、男性の志願者のみに開かれている。
国軍士官学校の卒業生は、ミャンマー国軍の陸海空三軍のいずれかに配属される。

## 著名な出身者

### 国家元首
- テイン・セイン - 大統領
- ミン・アウン・フライン - 国家行政評議会議長
- ミンスエ - 大統領代行

### 閣僚
- ニャン・ウィン - 外務大臣（ビルマ語版、英語版）
- ワナ・マウン・ルイン - 外務大臣

### その他
- キン・マウン・ティン - 大使
- ゾー・ミン・トゥン (将官) - 情報副大臣（ビルマ語版、英語版）、国軍上級報道官
- トゥラ・シュエ・マン - 下院議長
- トゥレイン・タン・ズィン - 大使
- フラ・ミン (准将) - 大使
- マウン・エイ - 国家平和発展評議会副議長